# نوهن
نوهن (به آلمانی: Nohen) یک شهر در آلمان است که در بیرکنفلد واقع شده‌است. نوهن ۳۹۳ نفر جمعیت دارد.